# Tunnel van Cointe
De tunnel van Cointe is een tunnel in de Belgische stad Luik. De tunnel is onderdeel van de A602/E25 en is ongeveer 1,6 kilometer lang. Komende van het knooppunt Loncin is het de eerste van de drie tunnels in de A602. De tunnel loopt onder enkele parken en een deel van woonwijk Cointe.
Omdat de ingebruikname van de A602 lang op zich deed wachten werd de tunnel van Cointe lange tijd als GTI beschouwd. Vlak voor de ingebruikname werd zelfs nog getwijfeld of de afwerking van de A602 wel rendabel zou zijn. Na de ingebruikname was de tunnel echter al snel verzadigd. Hierom werd er uitgekeken naar de bouw van de A605 om de A602 te ontlasten. Inmiddels is dit laatste project al afgevoerd omwille van kritiek van de Europese Unie, onrendabiliteit en een tekort aan overheidsbudgetten.
In 2010 werd er een testproject opgestart voor het gebruik van trajectcontrole als methode voor het vaststellen van snelheidsovertredingen.